# اولگا کوربت
اولگا والوتینوفنوا کوربت (به روسی: Ольга Валентиновна Корбут)، (زادهٔ ۱۶ مهٔ ۱۹۵۶ در گرودنو، بلاروس، اتحاد شوروی) ژیمناست بازنشستهٔ اهل بلاروس است.

## زندگی ورزشی
وی در دو المپیک ۱۹۷۲ مونیخ و ۱۹۷۶ مونترال ۴ مدال طلا و ۲ مدال نقره برای اتحاد جماهیر شوروی کسب کرد.
موفقیت کوربت در المپیک ۱۹۷۲ مونیخ با توجه به سن کم او (۱۷ سال) بازتاب زیادی در کشورش داشت و به روی‌آوردن بسیاری از دختران کم‌سال به‌ویژه در روسیهٔ سفید به ورزش ژیمناستیک، کمک شایانی کرد.
کوربت همچنین یکی از مهم‌ترین ژیمناست‌ها در افزودن حرکات آکروباتیک به این ورزش، از جمله در وسیلهٔ چوب موازنه بود. او نخستین کسی بود که موفق به اجرای حرکت وارو بر روی چوب موازنه شد. کوربت در المپیک ۱۹۷۶ مونترال یکی از رقبای نادیا کومانچی، ژیمناست اسطوره‌ایِ رومانیایی، برای کسب عنوان قهرمانِ قهرمانان بود، اما جراحت او باعث عملکرد کمتر از حد انتظارش شد.

## زندگی شخصی
کوربت در سال ۱۹۷۷ در رشتهٔ علوم تربیتی از انستیتو گرودنو دانش‌آموخته شد. وی با لئونید بورتکویچ، نوازندهٔ موسیقی محلی، ازدواج کرد و ژیمناستیک را نیز کنار گذاشت. کوربت یک پسر دارد که در ۱۹۷۹ به دنیا آمده‌است. او در سال ۲۰۰۰ از بورتکوویچ جدا شد. وی از سال ۲۰۰۲ در سکاتزدیل، آریزونا در ایالات متحده زندگی می‌کند